# Christina Perri
Christina Judith Perri, född 19 augusti 1986 i Philadelphia, är en amerikansk sångerska.

## Karriär

### Tidiga åren
Christina Perri växte upp i Bensalem, en förort till storstaden Philadelphia i delstaten Pennsylvania. Hennes familj består av hennes italienska far och polska mor samt den äldre brodern Nick Perri som kom att bli en känd gitarrist. Hon studerade vid Archbishop Ryan High School. Som 16-åring lärde hon sig själv spela gitarr. Samma dag som hon fyllde 21 flyttade hon till Los Angeles där hon började producera musikvideor och senare samma år gifte hon sig. Ett och ett halvt år senare skilde hon sig, vilket ledde till att hon flyttade tillbaka hem till Philadelphia i slutet av 2009. Under denna tid skrev hon på vad som skulle komma att bli hennes debutsingel "Jar of Hearts". Hon flyttade snart tillbaka till Los Angeles där hon arbetade som servitris under dagarna och spelade in musik under kvällarna.

### 2010
I TV-programmet So You Think You Can Dance som sändes den 30 juni 2010 användes hennes färdiga låt "Jar of Hearts" efter att en av hennes vänner hade gett låten till tävlingens koreograf. Efter att låten använts i programmet sålde den genast nästan 50 000 exemplar genom digital nedladdning. Inom den första månaden sålde den fler än 100 000. Låten hade nu placerat sig på Billboard-listorna och den musikvideo som spelats in för singeln blev en av de mest visade på TV. I januari 2013 hade musikvideon fler än 89 miljoner visningar på Youtube. Låten kom att bli en internationell hit och tog sig in på musiktopplistor inte bara i USA och Kanada, utan även i flera länder i Europa, samt i både Australien och Nya Zeeland.
Hon gjorde sina första TV-framträdanden med låten i mitten av juli samma år, först i The Early Show den 10 och sedan i So You Think You Can Dance den 15, det program som gjort låten känd. Hon framträdde återigen med "Jar of Hearts" i programmet The Tonight Show with Jay Leno den 29 juli. Den 21 juli skrev hon på ett skivkontrakt med Atlantic Records och den 9 november 2011 gavs hennes debut-EP ut med titeln The Ocean Way Sessions, innehållande fem låtar. Innan året var slut gjorde hon ytterligare ett framträdande med sin debutsingel i TV-programmet Conan.

### 2011
Den 15 mars 2011 gavs hennes andra singel ut med titeln "Arms" inför hennes kommande debutalbum. Hon framförde den live i TV-programmet The Late Show with David Letterman. Flera låtar från albumet gavs ut som promosinglar i samband med att själva albumet gavs ut. Albumet med titeln Lovestrong släpptes den 10 maj och innehåller 12 låtar. Albumet blev inte oväntat en succé även internationellt efter den framgång som "Jar of Hearts" hade haft. Det nådde topp-10-placeringar på de nationella albumlistorna i Australien, Irland, Kanada, Schweiz, Storbritannien, Tyskland, Österrike och så klart USA där det nådde sin högsta plats, fyra på Billboard 200, därmed det fjärde mest sålda albumet i USA under en försäljningsvecka. Det har idag sålt fler än en halv miljon exemplar över hela världen. Samma dag som albumet släpptes gavs det även ut en EP-skiva med titeln The Karaoke Collection, innehållande endast instrumentala versioner av sex av hennes låtar.
Den 16 juli påbörjade hon en turné bestående av 71 konserter som kom att pågå i ett år, fram till den 15 juli 2012. Hon gjorde 44 konserter i Nordamerika, 21 i Europa, 4 i Asien och 2 i Australien. Turnén började i Las Vegas i USA och avslutades i London i England. I oktober 2011 släpptes låten "A Thousand Years" som hon spelat in till del 1 av filmen The Twilight Saga: Breaking Dawn. Låten kom att placera sig på topplistorna i ett flertal länder i samband med filmpremiären. Den 1 november framförde hon "Arms" i TV-programmet Dancing with the Stars och den 13 november framförde hon "Jar of Hearts" i det brittiska programmet Strictly Come Dancing.

### 2012
Den 29 januari 2012 framförde hon "Jar of Hearts" i det brittiska programmet Dancing on Ice. Den 20 mars gav hon ut en ny singel med titeln "Distance" som hon framför tillsammans med den amerikanska sångaren Jason Mraz. Den 22 april framträdde hon i den australiska versionen av Dancing with the Stars. Den 28 april hade hon ytterligare konserter i Nordamerika som en del av sin pågående ett år långa turné. Under den första som hölls i San Juan i Puerto Rico avslöjade hon att hennes andra studioalbum kommer att släppas våren 2013. Under konserten framförde hon också en ny låt med titeln "Run" som finns med på det nya albumet.
Den 16 oktober 2012 gav hon ut en jul-EP med titeln A Very Merry Perri Christmas. Skivan innehåller inte bara covers av redan kända julsånger utan även egna julsånger. En av sina egna låtar från denna EP, "Something About December", framförde hon den 12 december i TV-programmet The Today Show. I slutet av 2012 turnerade hon i Nordamerika tillsammans med Jason Mraz. I samband med att del 2 av filmen The Twilight Saga: Breaking Dawn hade premiär spelade hon in låten "A Thousand Years" på nytt till filmens soundtrack, denna gång tillsammans med sångaren Steve Kazee och med en ny titel, "A Thousand Years, Pt. 2".

## Diskografi

### Studioalbum
- 2011 – Lovestrong
- 2014 – Head or Heart

### EP-skivor
- 2010 – The Ocean Way Sessions
- 2011 – The Karaoke Collection
- 2012 – A Very Merry Perri Christmas
- 2014 – Human (Remixes)
- 2014 – Burning Gold Remixes

### Singlar
- 2010 – "Jar of Hearts"
- 2011 – "Arms"
- 2011 – "A Thousand Years" (soundtrack: The Twilight Saga: Breaking Dawn - Part 1)
- 2012 – "Distance" (med Jason Mraz)
- 2012 – "A Thousand Years, Pt. 2" (med Steve Kazee, soundtrack: The Twilight Saga: Breaking Dawn - Part 2)
- 2013 – "Human"
- 2014 – "Burning Gold"
- 2014 – "The Words"

### Promo-singlar
- 2011 – "The Lonely"
- 2011 – "Penguin"
- 2011 – "Tragedy"
- 2011 – "Bluebird"
- 2012 – "Something About December"
- 2013 – "I Believe"
- 2014 – "I Don't Wanna Break"